# あなたが決めた今日なら (Ms.OOJAの曲)
「あなたが決めた今日なら」（あなたがきめたきょうなら）は、Ms.OOJAの楽曲。2021年7月16日にUniversal Sigmaから配信限定シングルとしてリリースされた。

## 概要
「あなたが決めた今日なら」はMs.OOJAにとって通算9曲目の配信限定シングル。
2021年2月16日でメジャーデビュー10周年を迎えたMs.OOJAは、2021年3月から7ヶ月連続で毎月16日にデジタル配信シングルをリリースすることを発表しており、その第5弾となる楽曲が「あなたが決めた今日なら」。
ミュージックビデオは前作に引き続き友高要治が手掛け、キッチンで10周年記念のケーキ作りを行うMs.OOJAの映像となっている。
ジャケット写真は、7連続リリース第1-4弾に続いて日本武道館で撮影されたものが使用されている。

## 収録曲
| #         | タイトル                   | 作詞            | 作曲            | 編曲            | 時間 |
| --------- | -------------------------- | --------------- | --------------- | --------------- | ---- |
| 1.        | 「あなたが決めた今日なら」 | Ms.OOJA/her0ism | Ms.OOJA/her0ism | U-KIRIN/her0ism | 3:33 |
| 合計時間: | 合計時間:                  | 合計時間:       | 合計時間:       | 合計時間:       | 3:33 |

## ミュージックビデオ
| 曲名                   | ミュージックビデオ                           |
| ---------------------- | -------------------------------------------- |
| あなたが決めた今日なら | Ms.OOJA 「あなたが決めた今日なら」 - YouTube |

## 収録アルバム
| # | 楽曲                   | アルバム      | アルバム |
| # | 楽曲                   | 発売年月日    | タイトル |
| - | ---------------------- | ------------- | -------- |
| 1 | あなたが決めた今日なら | 2021年10月6日 | Present  |